# Ajen
Ajen ist ein Ortsteil der kreisfreien Stadt Kempten (Allgäu) und gehört zur Gemarkung Sankt Lorenz.
Die Einöde umfließt die Iller in einem Halbbogen. Der Name des 1780 und 1793 erwähnten Ortes, der damals aus zwei Lehensgütern bestand, ist auf Flussauen zurückzuführen, daraus entstand die abgewandelte Form Ajen.
1818 kam Ajen zur neu entstandenen Ruralgemeinde Sankt Lorenz. Diese wurde 1972 zusammen mit den Ortsteilen in die Stadt Kempten eingemeindet.
Östlich von Ajen liegt das Geotop Illerprallhänge.